# 主任警部アラン・バンクス
『主任警部アラン・バンクス』（DCI Banks）は、レフト・バンク・ピクチャーズがITVネットワーク向けに製作した、イギリスの刑事ドラマのシリーズ。2010年から2016年にかけて5シリーズが放送されたこのシリーズは、ピーター・ロビンスンによる主任警部アラン・バンクスを主人公とした小説に基づいており、主人公のバンクスをスティーヴン・トンプキンソンが演じている。2013年、シリーズは英王立テレビジョン協会ヨークシャー番組賞のドラマ部門を受賞した。

## 背景
2010年1月に作家のピーター・ロビンスンはレフト・バンク・ピクチャーズおよびITVとの間で主任警部アラン・バンクス シリーズのドラマ化に関する契約を結んだ
。『余波』（Aftermath）を基にした2部構成のパイロット版は、リーズでのロケーション撮影を含めて2010年7月に撮影を完了した。「主任警部アラン・バンクス：地下室の悪夢」（DCI Banks: Aftermath）はITVで2010年9月27日と10月4日に放送された。前後編2話は655万人の視聴者を得て、どちらもITVネットワークで同じ週でもっとも試聴された15番組にはいった。
ITVは、第1シリーズとして3冊の小説を各2話で構成した計6話のからなる3本のドラマの製作を発注した。撮影はオトリーでの「背中合わせの悪魔」（Friends of the Devil）のロケーション撮影も含めて2011年2月に開始された。いくつかの店の名称は変更なしに撮影された。第1話の「危険な火遊び」（Playing with Fire）は2011年9月16日に放送され、前後編平均で450万人の視聴者を得た。これに続く2話の前後編ドラマ、「背中合わせの悪魔」と「報復の行方」（Cold is the Grave）も同様の視聴率となった。
ITVは第2シリーズを発注した。撮影は2012年3月に始められ、10月10日から放送された。このシリーズではDry Bones that Dream、『誰もが戻れない』およびStrange Affairがドラマ化された。アンドレア・ロウが妊娠・出産のためにシリーズを離れたため、原作には登場しないヘレン・モートン警部としてキャロライン・キャッツが加わった。ITVのドラマ製作責任者のサリー・ヘインズは、第2シリーズについて「『主任警部アラン・バンクス』はITVの刑事ドラマの中で確固たる人気を確立しています。多くの視聴者がロバート・マーフィーの脚本とレフト・バンク・ピクチャーズが製作する『主任警部アラン・バンクス』を支持してくれていることを嬉しく思います」と述べている。
2012年12月1日にピーター・ロビンスンは自身のウェブサイトで、『主任警部アラン・バンクス』の第3シリーズが各1時間の計6編（これまで同様に前後編3話）として製作されることを発表し、2013年6月17日の投稿によれば『水曜日の子供』、Peace of My Heart、Bad Boyの3冊を基にしていた。更新された発表で反、撮影は2013年8月に始まり、放送日は今後確定すると述べられていた。2013年1月に、スティーヴン・トンプキンソンはインタビューに答えて「最近、今年後半に撮影が開始される『主任警部アラン・バンクス』の第3シリーズの依頼があったことを喜んでいる」と述べており、その後のインタビューで「『主任警部アラン・バンクス』の第3シリーズにはアニーとヘレンの両方が登場するだろう」とも述べているが、これはロウとキャッツがともに出演することを示唆していた。
番組は当初ITVで放送されたが、2014年6月からはITVの有料ドラマ配信チャンネルのITVアンコールで金曜日の夜に再放送された。
2014年9月22日、ITVは第4シリーズの製作を発表した。撮影はヨークシャーで2014年9月に開始された。第4シリーズはピーター・ロビンソンの小説を基にした各1時間全6編のオリジナルエピソードで構成され、2015年3月4日から4月8日にかけて放送された。
2015年12月3日、ITVは最終シリーズとなる第5シリーズの製作を発表した。

## 配役
パイロット版の「主任警部アラン・バンクス：地下室の悪夢」が初めてイギリスで放送された際に、ピーター・ロビンスンはデイリー・テレグラフの記事で
たくさんの人にバンクス役のスティーヴン・トンプキンソンのキャスティングについて聞かれるのだけど……製作過程の初期にスティーヴンに会って、彼は…キャラクターについて私から得られるものを全て見つけ出そうとしていた。彼の熱心さに感銘を受け、そして実際に役柄を演じているの見た時にはバンクスの本質をうまく表現していると思った。スティーヴンは本の中のバンクスよりも背が高く、私のアニーはブルネットだがアンドレア・ロウはブロンドとして演じている。そんなことは問題ではない。正確な複製など期待できない。架空の人物がどのように見えるべきかについてのすべての人のイメージを満足させる俳優はいないだろうが、それは彼または彼女がその人物の精神を捉えることができないという意味ではない。

と書いている。
| 俳優                         | 役柄                     | 吹替       | 階級         | 地位                | シリーズ     | シリーズ     | シリーズ     | シリーズ     | シリーズ     | 期間                | 話数 |
| 俳優                         | 役柄                     | 吹替       | 階級         | 地位                | 1            | 2            | 3            | 4            | 5            | 期間                | 話数 |
| ---------------------------- | ------------------------ | ---------- | ------------ | ------------------- | ------------ | ------------ | ------------ | ------------ | ------------ | ------------------- | ---- |
| スティーヴン・トンプキンソン | アラン・バンクス         | 金子由之   | 刑事主任警部 | 重大犯罪 上級捜査官 | メイン       | メイン       | メイン       | メイン       | メイン       | 1.01—5.06           | 32   |
| アンドレア・ロウ             | アニー・キャボット       | 本名陽子   | 刑事巡査部長 | 重大犯罪 刑事       | メイン       | メイン       | メイン       | メイン       | メイン       | 1.01—2.02 3.01—5.05 | 27   |
| キャロライン・キャッツ       | ヘレン・モートン         | 堀江真理子 | 刑事警部     | 重大犯罪 上級捜査官 |              | メイン       | メイン       | メイン       | メイン       | 2.01—5.06           | 24   |
| ジャック・ディーム           | ケン・ブラックストン     | 志村知幸   | 刑事巡査部長 | 重大犯罪 刑事       | レギュラー   | レギュラー   | レギュラー   | レギュラー   | レギュラー   | 1.01—5.06           | 32   |
| ロレイン・バローズ           | ウィンサム・ジャックマン | 林りんこ   | 刑事巡査部長 | 重大犯罪 刑事       | レギュラー   | レギュラー   |              |              |              | 1.01—2.06           | 14   |
| ダニー・ラヒム               | タリク・ラング           |            | 刑事巡査     | 重大犯罪 刑事       |              |              | レギュラー   | レギュラー   |              | 3.03—4.06           | 10   |
| サミュエル・アンダーソン     | ヴィンス・グレイディ     |            | 刑事巡査     | 重大犯罪 刑事       |              |              |              |              | レギュラー   | 5.01—5.06           | 06   |
| トム・ショウ                 | ケヴィン・テンプルトン   |            | 刑事巡査     | 重大犯罪 刑事       | リカーリング |              |              |              |              | 1.03—1.06           | 04   |
| ニック・シディ               | ロン・マクラフリン       |            | 警視長       | 警察署長            | リカーリング | リカーリング | リカーリング | リカーリング |              | 1.08—4.06           | 15   |
| コリン・ティアニー           | ジェリー・リデル         | 森田順平   | 警視長       | 警察署長            | リカーリング |              |              |              |              | 1.01—1.08           | 08   |
| ショーン・ディングウォール   | コリン・アンダーソン     |            | 警視長       | 警察署長            |              |              |              |              | リカーリング | 5.01—5.06           | 06   |

## エピソード
全てのエピソードは2部構成で、多くの場合1週間間隔で放送された。アメリカの公共テレビ局で放送される場合には、通常前後編を1つの90分に再編集される（コマーシャルによる中断は入らない）。
パイロット版は2010年に放送され、視聴者数が多かったことから以降のシリーズの製作が各自になった。各シリーズは2部構成の3話のエピソードからなっている。第1シリーズは2011年後半に放送され、第2シリーズは2012年後半、第3シリーズは2014年前半、第4シリーズは2015年前半に、第5シリーズは2016年後半に放送された。

### 第1シリーズ（2010年-2011年）
| 通算 話数 | シリーズ 話数 | タイトル                                    | 監督                   | 脚本                 | 放送日         | 全英視聴者数 (百万人) |
| --------- | ------------- | ------------------------------------------- | ---------------------- | -------------------- | -------------- | --------------------- |
| 1         | 1             | "地下室の悪夢 前編 Aftermath"               | ジェームズ・ホーズ     | ロバート・マーフィー | 2010年9月27日  | 6.66                  |
| 2         | 2             | "地下室の悪夢 後編"                         | ジェームズ・ホーズ     | ロバート・マーフィー | 2010年10月4日  | 6.89                  |
| 3         | 3             | "危険な火遊び 前編 Playing with Fire"       | ポール・ウィティントン | ロバート・マーフィー | 2011年9月16日  | 5.10                  |
| 4         | 4             | "危険な火遊び 後編"                         | ポール・ウィティントン | ロバート・マーフィー | 2011年9月23日  | 5.33                  |
| 5         | 5             | "背中合わせの悪魔 前編 Friend of the Devil" | ビル・アンダーソン     | ローレンス・デイヴィ | 2011年9月30日  | 4.66                  |
| 6         | 6             | "背中合わせの悪魔 後編"                     | ビル・アンダーソン     | ローレンス・デイヴィ | 2011年10月7日  | 5.44                  |
| 7         | 7             | "報復の行方 前編 Cold is the Grave"         | マレク・ロージー       | ロバート・マーフィー | 2011年10月14日 | 5.82                  |
| 8         | 8             | "報復の行方 後編"                           | マレク・ロージー       | ロバート・マーフィー | 2011年10月21日 | 5.89                  |

### 第2シリーズ（2012年）
| 通算 話数 | シリーズ 話数 | タイトル                                     | 監督                 | 脚本                 | 放送日         | 全英視聴者数 (百万人) |
| --------- | ------------- | -------------------------------------------- | -------------------- | -------------------- | -------------- | --------------------- |
| 9         | 1             | "殺意の境界線 前編 Strange Affair"           | ティム・ファイウェル | ロバート・マーフィー | 2012年10月10日 | 5.38                  |
| 10        | 2             | "殺意の境界線 後編"                          | ティム・ファイウェル | ロバート・マーフィー | 2012年10月17日 | 5.41                  |
| 11        | 3             | "もうひとつの素顔 前編 Dry Bones That Dream" | ジム・ローチ         | ロブ・ウィリアムズ   | 2012年10月24日 | 5.46                  |
| 12        | 4             | "もうひとつの素顔 後編"                      | ジム・ローチ         | ロブ・ウィリアムズ   | 2012年10月31日 | 5.33                  |
| 13        | 5             | "罪深き正義 前編 Innocent Graves"            | マット・キング       | アンドリュー・パイン | 2012年11月7日  | 5.39                  |
| 14        | 6             | "罪深き正義 後編"                            | マット・キング       | アンドリュー・パイン | 2012年11月8日  | 4.94                  |

### 第3シリーズ（2014年）
| 通算 話数 | シリーズ 話数 | タイトル                                | 監督                           | 脚本                   | 放送日        | 全英視聴者数 (百万人) |
| --------- | ------------- | --------------------------------------- | ------------------------------ | ---------------------- | ------------- | --------------------- |
| 15        | 1             | "少年の憂鬱 前編 Wednesday's Child"     | ビル・イーグルズ               | ロバート・マーフィー   | 2014年2月3日  | 7.60                  |
| 16        | 2             | "少年の憂鬱 後編"                       | ビル・イーグルズ               | ロバート・マーフィー   | 2014年2月10日 | 6.82                  |
| 17        | 3             | "殺人のメロディ 前編 Piece of My Heart" | エド・バザルゲット             | ロバート・マーフィー   | 2014年2月17日 | 6.63                  |
| 18        | 4             | "殺人のメロディ 後編"                   | エド・バザルゲット             | ロバート・マーフィー   | 2014年2月24日 | 6.77                  |
| 19        | 5             | "ある夜の過ち 前編 Bad Boy"             | スティーヴン・ウールフェンデン | キャサリン・トレゲンナ | 2014年3月3日  | 5.83                  |
| 20        | 6             | "ある夜の過ち 後編"                     | スティーヴン・ウールフェンデン | キャサリン・トレゲンナ | 2014年3月10日 | 5.81                  |

### 第4シリーズ（2015年）
| 通算 話数 | シリーズ 話数 | タイトル                                | 監督                     | 脚本                       | 放送日        | 全英視聴者数 (百万人) |
| --------- | ------------- | --------------------------------------- | ------------------------ | -------------------------- | ------------- | --------------------- |
| 21        | 1             | "生と死の分岐点 前編 What Will Survive" | デイヴィッド・リチャーズ | ニコラス・ヒックス＝ビーチ | 2015年3月4日  | 5.50                  |
| 22        | 2             | "生と死の分岐点 後編"                   | デイヴィッド・リチャーズ | ニコラス・ヒックス＝ビーチ | 2015年3月11日 | 5.86                  |
| 23        | 3             | "夫婦の秘密 前編 Buried"                | クレイグ・ピックルズ     | ニコラス・ヒックス＝ビーチ | 2015年3月18日 | 5.31                  |
| 24        | 4             | "夫婦の秘密 後編"                       | クレイグ・ピックルズ     | ニコラス・ヒックス＝ビーチ | 2015年3月25日 | 5.33                  |
| 25        | 5             | "過去の亡霊 前編 Ghosts"                | ケネス・グレナーン       | ポール・ローグ             | 2015年4月1日  | 4.92                  |
| 26        | 6             | "過去の亡霊 後編"                       | ケネス・グレナーン       | ポール・ローグ             | 2015年4月8日  | 4.86                  |

### 第5シリーズ（2016年）
| 通算 話数 | シリーズ 話数 | タイトル                                       | 監督                 | 脚本                       | 放送日        | 全英視聴者数 (百万人) |
| --------- | ------------- | ---------------------------------------------- | -------------------- | -------------------------- | ------------- | --------------------- |
| 27        | 1             | "森の祭壇 前編 To Burn in Every Drop of Blood" | ロバート・クイン     | ニコラス・ヒックス＝ビーチ | 2016年8月31日 | 6.20                  |
| 28        | 2             | "森の祭壇 後編"                                | ロバート・クイン     | ニコラス・ヒックス＝ビーチ | 2016年9月7日  | 5.51                  |
| 29        | 3             | "失われた声 前編 A Little Bit of Heart"        | クレイグ・ピックルズ | ニコラス・ヒックス＝ビーチ | 2016年9月14日 | 5.48                  |
| 30        | 4             | "失われた声 後編"                              | クレイグ・ピックルズ | ニコラス・ヒックス＝ビーチ | 2016年9月21日 | 5.48                  |
| 31        | 5             | "哀しみの丘 前編 Undertow"                     | マーク・ブロゼル     | ポール・ローグ             | 2016年9月28日 | 5.25                  |
| 32        | 6             | "哀しみの丘 後編"                              | マーク・ブロゼル     | ポール・ローグ             | 2016年10月5日 | 5.47                  |

## 国際配給
2013年1月9日にBBCワールドワイド・アメリカは『主任警部アラン・バンクス』を「テレビ所有世帯の推定77%に届く」166の公共放送サービス系列局で視聴可能にする、アメリカ合衆国の公共テレビ局との間の「画期的なシンジケーション契約」を発表した。シンジケーション契約にはパイロット版と第1および第2シリーズが含まれていた。アイダホ公共テレビはこの番組のウェブサイトを製作し、合衆国内でオンデマンドでストリーミング視聴が可能なように全エピソードを掲載した。イギリスでは各エピソードは2部構成で2週にわたって放送されたが、アメリカでは90分の1話構成とされた。BBCワールドワイド・アメリカのジュリアス・ケインは「このシンジケーション契約は、BBCワールドワイド・アメリカと公共テレビ局との間で締結した最大の契約である」と述べている。
『主任警部アラン・バンクス』はカナダでも放送され、ノルウェーではNRK1で放送された。スウェーデンでは国立の公共サービス放送局SVTでパイロット版と第1シリーズの3エピソード（それぞれ90分の長さ）が放送された。デンマークでも同じように放送された。パイロット版と第1シリーズはフィンランド（YLE1）でも放送された。エストニアでは、国立公共サービス放送局ETVがパイロット版と第1シリーズが2012年の秋に放送され、第2シリーズは2013年9月末に放送された。ドイツ（ZDF）では第1シリーズの3エピソードが各話90分として Inspector Banks（『バンクス警部』）のタイトルで2013年5月26日から6月9日にかけて放送された。オーストラリアでは有料TVチャンネルのUKTVで放送され、2013年5月には無料のテレビ局ABC1での放送が始まった。フランスではアルテで2012年11月2日から放送された。
『主任警部アラン・バンクス』はBBCファーストHDと独占契約を結んだOSN（Orbit Showtime Network）によってサウジアラビアでも放送され、これによって中東と北アフリカではイギリスでの放送から48時間後の視聴が可能となった。

## DVDの発売
第1シリーズのDVDは2011年10月31日にリージョン2（UK）で発売された。2枚組のDVDにはパイロット版と第1シリーズの全3話前後編が収録された。特典映像として本編に採用されなかったシーンと、スティーヴン・トンプキンソンおよびアンドレア・ロウとの短いインタビューが収録された。第2シリーズ全3話前後編を収録したリージョン2のDVDはイギリスで2012年11月19日に発売された。パナビジョンはは、パイロット版と第1シリーズのDVDを、スウェーデン語、デンマーク語、ノルウェー語、フィンランド語の字幕付きで発売している。